# Frearanova
Frearanova is een kevergeslacht uit de familie van de boktorren (Cerambycidae). De wetenschappelijke naam van het geslacht werd voor het eerst geldig gepubliceerd in 1957 door Breuning.

## Soorten
Frearanova is monotypisch en omvat slechts de volgende soort:
- Frearanova fuscostictica Breuning, 1957